# Evansgambit
Den här artikeln använder algebraisk schacknotation för att beskriva schackdragen.
Evansgambit är en schacköppning som karaktäriseras av dragen:
1. e4 e5
2. Sf3 Sc6
3. Lc4 Lc5
4. b4
Evansgambit kan ses som en variant av italienskt parti men behandlas ofta som en egen öppning.
Den har fått sitt namn från den walesiske sjökaptenen William Davies Evans som introducerade draget b4 i ett parti 1827 (med en något annorlunda dragföljd).
Öppningen är en gambit eftersom 4.b4 innebär ett bondeoffer.
Syftet är att vinna ett tempo för att snabbt utveckla pjäserna och ta kontroll över centrum. 
I Collijns Lärobok i schack från 1903 står: "Om fördelen med det vunna tempot uppväger bondeförlusten, hafva de vidlyftiga teoretiska undersökningar spelöppningen underkastats ännu ej kunnat afgöra."
Evansgambit var mycket populär på 1800-talet men är numera ovanlig. Den kan vara svårspelad för svart och ge vit praktiska chanser, men om svart är förberedd så har huvudvarianten givit svart goda resultat.
Svart kan avböja gambiten med 4...Lb6 men vit kan då fortsätta med a4, d3 och c3 och få en något bättre version av d3-varianten i italienskt.
Svart antar därför normalt offret med 4...Lxb4. Huvudvarianten fortsätter 5.c3 La5 (5...Lc5, 5...Le7 och 5...Ld6 spelas också) 6.d4 exd4 7.0-0 dxc3 (även 7...d6 spelas men med bättre resultat för vit) 8.Db3 Df6 9.e5 Dg6 10.Sxc3 Sge7.  

## Partiexempel
Vit: Adolf Anderssen
Svart: Jean Dufresne
Berlin 1852

1.e4 e5 2.Sf3 Sc6 3.Lc4 Lc5 4.b4 Lxb4 5.c3 La5 6.d4 exd4 7.O-O d3?! 8.Db3!? Df6 9.e5 Dg6
Inte 9...Sxe5?? 10.Te1 d6 11.Db5+.
10.Te1! Sge7 11.La3 b5?! 12.Dxb5 Tb8 13.Da4 Lb6
13...0-0? förlorar åt 14.Lxe7.
14.Sbd2 Lb7 15.Se4 Df5? 16.Lxd3 Dh5 17.Sf6!?
17.Sd6+!? är ett alternativ, men vits bästa fortsättning verkar vara 17.Sg3! Dh6 18.Lc1 De6 19.Lc4 med materiell vinst.
gxf6 18.exf6 Tg8 19.Tad1
Emanuel Lasker rekommenderade istället 19.Le4!? Dh3 20.g3 Txg3+ 21.hxg3 Dxg3+ 22.Kh1 Lxf2.
|   | a | b | c | d | e | f | g | h |   |
| 8 | b8 svart torn · e8 svart kung · g8 svart torn · a7 svart bonde · b7 svart löpare · c7 svart bonde · d7 svart bonde · e7 svart springare · f7 svart bonde · h7 svart bonde · b6 svart löpare · c6 svart springare · f6 vit bonde · h5 svart drottning · a4 vit drottning · a3 vit löpare · c3 vit bonde · d3 vit löpare · f3 vit springare · a2 vit bonde · f2 vit bonde · g2 vit bonde · h2 vit bonde · d1 vit torn · e1 vit torn · g1 vit kung | b8 svart torn · e8 svart kung · g8 svart torn · a7 svart bonde · b7 svart löpare · c7 svart bonde · d7 svart bonde · e7 svart springare · f7 svart bonde · h7 svart bonde · b6 svart löpare · c6 svart springare · f6 vit bonde · h5 svart drottning · a4 vit drottning · a3 vit löpare · c3 vit bonde · d3 vit löpare · f3 vit springare · a2 vit bonde · f2 vit bonde · g2 vit bonde · h2 vit bonde · d1 vit torn · e1 vit torn · g1 vit kung | b8 svart torn · e8 svart kung · g8 svart torn · a7 svart bonde · b7 svart löpare · c7 svart bonde · d7 svart bonde · e7 svart springare · f7 svart bonde · h7 svart bonde · b6 svart löpare · c6 svart springare · f6 vit bonde · h5 svart drottning · a4 vit drottning · a3 vit löpare · c3 vit bonde · d3 vit löpare · f3 vit springare · a2 vit bonde · f2 vit bonde · g2 vit bonde · h2 vit bonde · d1 vit torn · e1 vit torn · g1 vit kung | b8 svart torn · e8 svart kung · g8 svart torn · a7 svart bonde · b7 svart löpare · c7 svart bonde · d7 svart bonde · e7 svart springare · f7 svart bonde · h7 svart bonde · b6 svart löpare · c6 svart springare · f6 vit bonde · h5 svart drottning · a4 vit drottning · a3 vit löpare · c3 vit bonde · d3 vit löpare · f3 vit springare · a2 vit bonde · f2 vit bonde · g2 vit bonde · h2 vit bonde · d1 vit torn · e1 vit torn · g1 vit kung | b8 svart torn · e8 svart kung · g8 svart torn · a7 svart bonde · b7 svart löpare · c7 svart bonde · d7 svart bonde · e7 svart springare · f7 svart bonde · h7 svart bonde · b6 svart löpare · c6 svart springare · f6 vit bonde · h5 svart drottning · a4 vit drottning · a3 vit löpare · c3 vit bonde · d3 vit löpare · f3 vit springare · a2 vit bonde · f2 vit bonde · g2 vit bonde · h2 vit bonde · d1 vit torn · e1 vit torn · g1 vit kung | b8 svart torn · e8 svart kung · g8 svart torn · a7 svart bonde · b7 svart löpare · c7 svart bonde · d7 svart bonde · e7 svart springare · f7 svart bonde · h7 svart bonde · b6 svart löpare · c6 svart springare · f6 vit bonde · h5 svart drottning · a4 vit drottning · a3 vit löpare · c3 vit bonde · d3 vit löpare · f3 vit springare · a2 vit bonde · f2 vit bonde · g2 vit bonde · h2 vit bonde · d1 vit torn · e1 vit torn · g1 vit kung | b8 svart torn · e8 svart kung · g8 svart torn · a7 svart bonde · b7 svart löpare · c7 svart bonde · d7 svart bonde · e7 svart springare · f7 svart bonde · h7 svart bonde · b6 svart löpare · c6 svart springare · f6 vit bonde · h5 svart drottning · a4 vit drottning · a3 vit löpare · c3 vit bonde · d3 vit löpare · f3 vit springare · a2 vit bonde · f2 vit bonde · g2 vit bonde · h2 vit bonde · d1 vit torn · e1 vit torn · g1 vit kung | b8 svart torn · e8 svart kung · g8 svart torn · a7 svart bonde · b7 svart löpare · c7 svart bonde · d7 svart bonde · e7 svart springare · f7 svart bonde · h7 svart bonde · b6 svart löpare · c6 svart springare · f6 vit bonde · h5 svart drottning · a4 vit drottning · a3 vit löpare · c3 vit bonde · d3 vit löpare · f3 vit springare · a2 vit bonde · f2 vit bonde · g2 vit bonde · h2 vit bonde · d1 vit torn · e1 vit torn · g1 vit kung | 8 |
| 7 | b8 svart torn · e8 svart kung · g8 svart torn · a7 svart bonde · b7 svart löpare · c7 svart bonde · d7 svart bonde · e7 svart springare · f7 svart bonde · h7 svart bonde · b6 svart löpare · c6 svart springare · f6 vit bonde · h5 svart drottning · a4 vit drottning · a3 vit löpare · c3 vit bonde · d3 vit löpare · f3 vit springare · a2 vit bonde · f2 vit bonde · g2 vit bonde · h2 vit bonde · d1 vit torn · e1 vit torn · g1 vit kung | b8 svart torn · e8 svart kung · g8 svart torn · a7 svart bonde · b7 svart löpare · c7 svart bonde · d7 svart bonde · e7 svart springare · f7 svart bonde · h7 svart bonde · b6 svart löpare · c6 svart springare · f6 vit bonde · h5 svart drottning · a4 vit drottning · a3 vit löpare · c3 vit bonde · d3 vit löpare · f3 vit springare · a2 vit bonde · f2 vit bonde · g2 vit bonde · h2 vit bonde · d1 vit torn · e1 vit torn · g1 vit kung | b8 svart torn · e8 svart kung · g8 svart torn · a7 svart bonde · b7 svart löpare · c7 svart bonde · d7 svart bonde · e7 svart springare · f7 svart bonde · h7 svart bonde · b6 svart löpare · c6 svart springare · f6 vit bonde · h5 svart drottning · a4 vit drottning · a3 vit löpare · c3 vit bonde · d3 vit löpare · f3 vit springare · a2 vit bonde · f2 vit bonde · g2 vit bonde · h2 vit bonde · d1 vit torn · e1 vit torn · g1 vit kung | b8 svart torn · e8 svart kung · g8 svart torn · a7 svart bonde · b7 svart löpare · c7 svart bonde · d7 svart bonde · e7 svart springare · f7 svart bonde · h7 svart bonde · b6 svart löpare · c6 svart springare · f6 vit bonde · h5 svart drottning · a4 vit drottning · a3 vit löpare · c3 vit bonde · d3 vit löpare · f3 vit springare · a2 vit bonde · f2 vit bonde · g2 vit bonde · h2 vit bonde · d1 vit torn · e1 vit torn · g1 vit kung | b8 svart torn · e8 svart kung · g8 svart torn · a7 svart bonde · b7 svart löpare · c7 svart bonde · d7 svart bonde · e7 svart springare · f7 svart bonde · h7 svart bonde · b6 svart löpare · c6 svart springare · f6 vit bonde · h5 svart drottning · a4 vit drottning · a3 vit löpare · c3 vit bonde · d3 vit löpare · f3 vit springare · a2 vit bonde · f2 vit bonde · g2 vit bonde · h2 vit bonde · d1 vit torn · e1 vit torn · g1 vit kung | b8 svart torn · e8 svart kung · g8 svart torn · a7 svart bonde · b7 svart löpare · c7 svart bonde · d7 svart bonde · e7 svart springare · f7 svart bonde · h7 svart bonde · b6 svart löpare · c6 svart springare · f6 vit bonde · h5 svart drottning · a4 vit drottning · a3 vit löpare · c3 vit bonde · d3 vit löpare · f3 vit springare · a2 vit bonde · f2 vit bonde · g2 vit bonde · h2 vit bonde · d1 vit torn · e1 vit torn · g1 vit kung | b8 svart torn · e8 svart kung · g8 svart torn · a7 svart bonde · b7 svart löpare · c7 svart bonde · d7 svart bonde · e7 svart springare · f7 svart bonde · h7 svart bonde · b6 svart löpare · c6 svart springare · f6 vit bonde · h5 svart drottning · a4 vit drottning · a3 vit löpare · c3 vit bonde · d3 vit löpare · f3 vit springare · a2 vit bonde · f2 vit bonde · g2 vit bonde · h2 vit bonde · d1 vit torn · e1 vit torn · g1 vit kung | b8 svart torn · e8 svart kung · g8 svart torn · a7 svart bonde · b7 svart löpare · c7 svart bonde · d7 svart bonde · e7 svart springare · f7 svart bonde · h7 svart bonde · b6 svart löpare · c6 svart springare · f6 vit bonde · h5 svart drottning · a4 vit drottning · a3 vit löpare · c3 vit bonde · d3 vit löpare · f3 vit springare · a2 vit bonde · f2 vit bonde · g2 vit bonde · h2 vit bonde · d1 vit torn · e1 vit torn · g1 vit kung | 7 |
| 6 | b8 svart torn · e8 svart kung · g8 svart torn · a7 svart bonde · b7 svart löpare · c7 svart bonde · d7 svart bonde · e7 svart springare · f7 svart bonde · h7 svart bonde · b6 svart löpare · c6 svart springare · f6 vit bonde · h5 svart drottning · a4 vit drottning · a3 vit löpare · c3 vit bonde · d3 vit löpare · f3 vit springare · a2 vit bonde · f2 vit bonde · g2 vit bonde · h2 vit bonde · d1 vit torn · e1 vit torn · g1 vit kung | b8 svart torn · e8 svart kung · g8 svart torn · a7 svart bonde · b7 svart löpare · c7 svart bonde · d7 svart bonde · e7 svart springare · f7 svart bonde · h7 svart bonde · b6 svart löpare · c6 svart springare · f6 vit bonde · h5 svart drottning · a4 vit drottning · a3 vit löpare · c3 vit bonde · d3 vit löpare · f3 vit springare · a2 vit bonde · f2 vit bonde · g2 vit bonde · h2 vit bonde · d1 vit torn · e1 vit torn · g1 vit kung | b8 svart torn · e8 svart kung · g8 svart torn · a7 svart bonde · b7 svart löpare · c7 svart bonde · d7 svart bonde · e7 svart springare · f7 svart bonde · h7 svart bonde · b6 svart löpare · c6 svart springare · f6 vit bonde · h5 svart drottning · a4 vit drottning · a3 vit löpare · c3 vit bonde · d3 vit löpare · f3 vit springare · a2 vit bonde · f2 vit bonde · g2 vit bonde · h2 vit bonde · d1 vit torn · e1 vit torn · g1 vit kung | b8 svart torn · e8 svart kung · g8 svart torn · a7 svart bonde · b7 svart löpare · c7 svart bonde · d7 svart bonde · e7 svart springare · f7 svart bonde · h7 svart bonde · b6 svart löpare · c6 svart springare · f6 vit bonde · h5 svart drottning · a4 vit drottning · a3 vit löpare · c3 vit bonde · d3 vit löpare · f3 vit springare · a2 vit bonde · f2 vit bonde · g2 vit bonde · h2 vit bonde · d1 vit torn · e1 vit torn · g1 vit kung | b8 svart torn · e8 svart kung · g8 svart torn · a7 svart bonde · b7 svart löpare · c7 svart bonde · d7 svart bonde · e7 svart springare · f7 svart bonde · h7 svart bonde · b6 svart löpare · c6 svart springare · f6 vit bonde · h5 svart drottning · a4 vit drottning · a3 vit löpare · c3 vit bonde · d3 vit löpare · f3 vit springare · a2 vit bonde · f2 vit bonde · g2 vit bonde · h2 vit bonde · d1 vit torn · e1 vit torn · g1 vit kung | b8 svart torn · e8 svart kung · g8 svart torn · a7 svart bonde · b7 svart löpare · c7 svart bonde · d7 svart bonde · e7 svart springare · f7 svart bonde · h7 svart bonde · b6 svart löpare · c6 svart springare · f6 vit bonde · h5 svart drottning · a4 vit drottning · a3 vit löpare · c3 vit bonde · d3 vit löpare · f3 vit springare · a2 vit bonde · f2 vit bonde · g2 vit bonde · h2 vit bonde · d1 vit torn · e1 vit torn · g1 vit kung | b8 svart torn · e8 svart kung · g8 svart torn · a7 svart bonde · b7 svart löpare · c7 svart bonde · d7 svart bonde · e7 svart springare · f7 svart bonde · h7 svart bonde · b6 svart löpare · c6 svart springare · f6 vit bonde · h5 svart drottning · a4 vit drottning · a3 vit löpare · c3 vit bonde · d3 vit löpare · f3 vit springare · a2 vit bonde · f2 vit bonde · g2 vit bonde · h2 vit bonde · d1 vit torn · e1 vit torn · g1 vit kung | b8 svart torn · e8 svart kung · g8 svart torn · a7 svart bonde · b7 svart löpare · c7 svart bonde · d7 svart bonde · e7 svart springare · f7 svart bonde · h7 svart bonde · b6 svart löpare · c6 svart springare · f6 vit bonde · h5 svart drottning · a4 vit drottning · a3 vit löpare · c3 vit bonde · d3 vit löpare · f3 vit springare · a2 vit bonde · f2 vit bonde · g2 vit bonde · h2 vit bonde · d1 vit torn · e1 vit torn · g1 vit kung | 6 |
| 5 | b8 svart torn · e8 svart kung · g8 svart torn · a7 svart bonde · b7 svart löpare · c7 svart bonde · d7 svart bonde · e7 svart springare · f7 svart bonde · h7 svart bonde · b6 svart löpare · c6 svart springare · f6 vit bonde · h5 svart drottning · a4 vit drottning · a3 vit löpare · c3 vit bonde · d3 vit löpare · f3 vit springare · a2 vit bonde · f2 vit bonde · g2 vit bonde · h2 vit bonde · d1 vit torn · e1 vit torn · g1 vit kung | b8 svart torn · e8 svart kung · g8 svart torn · a7 svart bonde · b7 svart löpare · c7 svart bonde · d7 svart bonde · e7 svart springare · f7 svart bonde · h7 svart bonde · b6 svart löpare · c6 svart springare · f6 vit bonde · h5 svart drottning · a4 vit drottning · a3 vit löpare · c3 vit bonde · d3 vit löpare · f3 vit springare · a2 vit bonde · f2 vit bonde · g2 vit bonde · h2 vit bonde · d1 vit torn · e1 vit torn · g1 vit kung | b8 svart torn · e8 svart kung · g8 svart torn · a7 svart bonde · b7 svart löpare · c7 svart bonde · d7 svart bonde · e7 svart springare · f7 svart bonde · h7 svart bonde · b6 svart löpare · c6 svart springare · f6 vit bonde · h5 svart drottning · a4 vit drottning · a3 vit löpare · c3 vit bonde · d3 vit löpare · f3 vit springare · a2 vit bonde · f2 vit bonde · g2 vit bonde · h2 vit bonde · d1 vit torn · e1 vit torn · g1 vit kung | b8 svart torn · e8 svart kung · g8 svart torn · a7 svart bonde · b7 svart löpare · c7 svart bonde · d7 svart bonde · e7 svart springare · f7 svart bonde · h7 svart bonde · b6 svart löpare · c6 svart springare · f6 vit bonde · h5 svart drottning · a4 vit drottning · a3 vit löpare · c3 vit bonde · d3 vit löpare · f3 vit springare · a2 vit bonde · f2 vit bonde · g2 vit bonde · h2 vit bonde · d1 vit torn · e1 vit torn · g1 vit kung | b8 svart torn · e8 svart kung · g8 svart torn · a7 svart bonde · b7 svart löpare · c7 svart bonde · d7 svart bonde · e7 svart springare · f7 svart bonde · h7 svart bonde · b6 svart löpare · c6 svart springare · f6 vit bonde · h5 svart drottning · a4 vit drottning · a3 vit löpare · c3 vit bonde · d3 vit löpare · f3 vit springare · a2 vit bonde · f2 vit bonde · g2 vit bonde · h2 vit bonde · d1 vit torn · e1 vit torn · g1 vit kung | b8 svart torn · e8 svart kung · g8 svart torn · a7 svart bonde · b7 svart löpare · c7 svart bonde · d7 svart bonde · e7 svart springare · f7 svart bonde · h7 svart bonde · b6 svart löpare · c6 svart springare · f6 vit bonde · h5 svart drottning · a4 vit drottning · a3 vit löpare · c3 vit bonde · d3 vit löpare · f3 vit springare · a2 vit bonde · f2 vit bonde · g2 vit bonde · h2 vit bonde · d1 vit torn · e1 vit torn · g1 vit kung | b8 svart torn · e8 svart kung · g8 svart torn · a7 svart bonde · b7 svart löpare · c7 svart bonde · d7 svart bonde · e7 svart springare · f7 svart bonde · h7 svart bonde · b6 svart löpare · c6 svart springare · f6 vit bonde · h5 svart drottning · a4 vit drottning · a3 vit löpare · c3 vit bonde · d3 vit löpare · f3 vit springare · a2 vit bonde · f2 vit bonde · g2 vit bonde · h2 vit bonde · d1 vit torn · e1 vit torn · g1 vit kung | b8 svart torn · e8 svart kung · g8 svart torn · a7 svart bonde · b7 svart löpare · c7 svart bonde · d7 svart bonde · e7 svart springare · f7 svart bonde · h7 svart bonde · b6 svart löpare · c6 svart springare · f6 vit bonde · h5 svart drottning · a4 vit drottning · a3 vit löpare · c3 vit bonde · d3 vit löpare · f3 vit springare · a2 vit bonde · f2 vit bonde · g2 vit bonde · h2 vit bonde · d1 vit torn · e1 vit torn · g1 vit kung | 5 |
| 4 | b8 svart torn · e8 svart kung · g8 svart torn · a7 svart bonde · b7 svart löpare · c7 svart bonde · d7 svart bonde · e7 svart springare · f7 svart bonde · h7 svart bonde · b6 svart löpare · c6 svart springare · f6 vit bonde · h5 svart drottning · a4 vit drottning · a3 vit löpare · c3 vit bonde · d3 vit löpare · f3 vit springare · a2 vit bonde · f2 vit bonde · g2 vit bonde · h2 vit bonde · d1 vit torn · e1 vit torn · g1 vit kung | b8 svart torn · e8 svart kung · g8 svart torn · a7 svart bonde · b7 svart löpare · c7 svart bonde · d7 svart bonde · e7 svart springare · f7 svart bonde · h7 svart bonde · b6 svart löpare · c6 svart springare · f6 vit bonde · h5 svart drottning · a4 vit drottning · a3 vit löpare · c3 vit bonde · d3 vit löpare · f3 vit springare · a2 vit bonde · f2 vit bonde · g2 vit bonde · h2 vit bonde · d1 vit torn · e1 vit torn · g1 vit kung | b8 svart torn · e8 svart kung · g8 svart torn · a7 svart bonde · b7 svart löpare · c7 svart bonde · d7 svart bonde · e7 svart springare · f7 svart bonde · h7 svart bonde · b6 svart löpare · c6 svart springare · f6 vit bonde · h5 svart drottning · a4 vit drottning · a3 vit löpare · c3 vit bonde · d3 vit löpare · f3 vit springare · a2 vit bonde · f2 vit bonde · g2 vit bonde · h2 vit bonde · d1 vit torn · e1 vit torn · g1 vit kung | b8 svart torn · e8 svart kung · g8 svart torn · a7 svart bonde · b7 svart löpare · c7 svart bonde · d7 svart bonde · e7 svart springare · f7 svart bonde · h7 svart bonde · b6 svart löpare · c6 svart springare · f6 vit bonde · h5 svart drottning · a4 vit drottning · a3 vit löpare · c3 vit bonde · d3 vit löpare · f3 vit springare · a2 vit bonde · f2 vit bonde · g2 vit bonde · h2 vit bonde · d1 vit torn · e1 vit torn · g1 vit kung | b8 svart torn · e8 svart kung · g8 svart torn · a7 svart bonde · b7 svart löpare · c7 svart bonde · d7 svart bonde · e7 svart springare · f7 svart bonde · h7 svart bonde · b6 svart löpare · c6 svart springare · f6 vit bonde · h5 svart drottning · a4 vit drottning · a3 vit löpare · c3 vit bonde · d3 vit löpare · f3 vit springare · a2 vit bonde · f2 vit bonde · g2 vit bonde · h2 vit bonde · d1 vit torn · e1 vit torn · g1 vit kung | b8 svart torn · e8 svart kung · g8 svart torn · a7 svart bonde · b7 svart löpare · c7 svart bonde · d7 svart bonde · e7 svart springare · f7 svart bonde · h7 svart bonde · b6 svart löpare · c6 svart springare · f6 vit bonde · h5 svart drottning · a4 vit drottning · a3 vit löpare · c3 vit bonde · d3 vit löpare · f3 vit springare · a2 vit bonde · f2 vit bonde · g2 vit bonde · h2 vit bonde · d1 vit torn · e1 vit torn · g1 vit kung | b8 svart torn · e8 svart kung · g8 svart torn · a7 svart bonde · b7 svart löpare · c7 svart bonde · d7 svart bonde · e7 svart springare · f7 svart bonde · h7 svart bonde · b6 svart löpare · c6 svart springare · f6 vit bonde · h5 svart drottning · a4 vit drottning · a3 vit löpare · c3 vit bonde · d3 vit löpare · f3 vit springare · a2 vit bonde · f2 vit bonde · g2 vit bonde · h2 vit bonde · d1 vit torn · e1 vit torn · g1 vit kung | b8 svart torn · e8 svart kung · g8 svart torn · a7 svart bonde · b7 svart löpare · c7 svart bonde · d7 svart bonde · e7 svart springare · f7 svart bonde · h7 svart bonde · b6 svart löpare · c6 svart springare · f6 vit bonde · h5 svart drottning · a4 vit drottning · a3 vit löpare · c3 vit bonde · d3 vit löpare · f3 vit springare · a2 vit bonde · f2 vit bonde · g2 vit bonde · h2 vit bonde · d1 vit torn · e1 vit torn · g1 vit kung | 4 |
| 3 | b8 svart torn · e8 svart kung · g8 svart torn · a7 svart bonde · b7 svart löpare · c7 svart bonde · d7 svart bonde · e7 svart springare · f7 svart bonde · h7 svart bonde · b6 svart löpare · c6 svart springare · f6 vit bonde · h5 svart drottning · a4 vit drottning · a3 vit löpare · c3 vit bonde · d3 vit löpare · f3 vit springare · a2 vit bonde · f2 vit bonde · g2 vit bonde · h2 vit bonde · d1 vit torn · e1 vit torn · g1 vit kung | b8 svart torn · e8 svart kung · g8 svart torn · a7 svart bonde · b7 svart löpare · c7 svart bonde · d7 svart bonde · e7 svart springare · f7 svart bonde · h7 svart bonde · b6 svart löpare · c6 svart springare · f6 vit bonde · h5 svart drottning · a4 vit drottning · a3 vit löpare · c3 vit bonde · d3 vit löpare · f3 vit springare · a2 vit bonde · f2 vit bonde · g2 vit bonde · h2 vit bonde · d1 vit torn · e1 vit torn · g1 vit kung | b8 svart torn · e8 svart kung · g8 svart torn · a7 svart bonde · b7 svart löpare · c7 svart bonde · d7 svart bonde · e7 svart springare · f7 svart bonde · h7 svart bonde · b6 svart löpare · c6 svart springare · f6 vit bonde · h5 svart drottning · a4 vit drottning · a3 vit löpare · c3 vit bonde · d3 vit löpare · f3 vit springare · a2 vit bonde · f2 vit bonde · g2 vit bonde · h2 vit bonde · d1 vit torn · e1 vit torn · g1 vit kung | b8 svart torn · e8 svart kung · g8 svart torn · a7 svart bonde · b7 svart löpare · c7 svart bonde · d7 svart bonde · e7 svart springare · f7 svart bonde · h7 svart bonde · b6 svart löpare · c6 svart springare · f6 vit bonde · h5 svart drottning · a4 vit drottning · a3 vit löpare · c3 vit bonde · d3 vit löpare · f3 vit springare · a2 vit bonde · f2 vit bonde · g2 vit bonde · h2 vit bonde · d1 vit torn · e1 vit torn · g1 vit kung | b8 svart torn · e8 svart kung · g8 svart torn · a7 svart bonde · b7 svart löpare · c7 svart bonde · d7 svart bonde · e7 svart springare · f7 svart bonde · h7 svart bonde · b6 svart löpare · c6 svart springare · f6 vit bonde · h5 svart drottning · a4 vit drottning · a3 vit löpare · c3 vit bonde · d3 vit löpare · f3 vit springare · a2 vit bonde · f2 vit bonde · g2 vit bonde · h2 vit bonde · d1 vit torn · e1 vit torn · g1 vit kung | b8 svart torn · e8 svart kung · g8 svart torn · a7 svart bonde · b7 svart löpare · c7 svart bonde · d7 svart bonde · e7 svart springare · f7 svart bonde · h7 svart bonde · b6 svart löpare · c6 svart springare · f6 vit bonde · h5 svart drottning · a4 vit drottning · a3 vit löpare · c3 vit bonde · d3 vit löpare · f3 vit springare · a2 vit bonde · f2 vit bonde · g2 vit bonde · h2 vit bonde · d1 vit torn · e1 vit torn · g1 vit kung | b8 svart torn · e8 svart kung · g8 svart torn · a7 svart bonde · b7 svart löpare · c7 svart bonde · d7 svart bonde · e7 svart springare · f7 svart bonde · h7 svart bonde · b6 svart löpare · c6 svart springare · f6 vit bonde · h5 svart drottning · a4 vit drottning · a3 vit löpare · c3 vit bonde · d3 vit löpare · f3 vit springare · a2 vit bonde · f2 vit bonde · g2 vit bonde · h2 vit bonde · d1 vit torn · e1 vit torn · g1 vit kung | b8 svart torn · e8 svart kung · g8 svart torn · a7 svart bonde · b7 svart löpare · c7 svart bonde · d7 svart bonde · e7 svart springare · f7 svart bonde · h7 svart bonde · b6 svart löpare · c6 svart springare · f6 vit bonde · h5 svart drottning · a4 vit drottning · a3 vit löpare · c3 vit bonde · d3 vit löpare · f3 vit springare · a2 vit bonde · f2 vit bonde · g2 vit bonde · h2 vit bonde · d1 vit torn · e1 vit torn · g1 vit kung | 3 |
| 2 | b8 svart torn · e8 svart kung · g8 svart torn · a7 svart bonde · b7 svart löpare · c7 svart bonde · d7 svart bonde · e7 svart springare · f7 svart bonde · h7 svart bonde · b6 svart löpare · c6 svart springare · f6 vit bonde · h5 svart drottning · a4 vit drottning · a3 vit löpare · c3 vit bonde · d3 vit löpare · f3 vit springare · a2 vit bonde · f2 vit bonde · g2 vit bonde · h2 vit bonde · d1 vit torn · e1 vit torn · g1 vit kung | b8 svart torn · e8 svart kung · g8 svart torn · a7 svart bonde · b7 svart löpare · c7 svart bonde · d7 svart bonde · e7 svart springare · f7 svart bonde · h7 svart bonde · b6 svart löpare · c6 svart springare · f6 vit bonde · h5 svart drottning · a4 vit drottning · a3 vit löpare · c3 vit bonde · d3 vit löpare · f3 vit springare · a2 vit bonde · f2 vit bonde · g2 vit bonde · h2 vit bonde · d1 vit torn · e1 vit torn · g1 vit kung | b8 svart torn · e8 svart kung · g8 svart torn · a7 svart bonde · b7 svart löpare · c7 svart bonde · d7 svart bonde · e7 svart springare · f7 svart bonde · h7 svart bonde · b6 svart löpare · c6 svart springare · f6 vit bonde · h5 svart drottning · a4 vit drottning · a3 vit löpare · c3 vit bonde · d3 vit löpare · f3 vit springare · a2 vit bonde · f2 vit bonde · g2 vit bonde · h2 vit bonde · d1 vit torn · e1 vit torn · g1 vit kung | b8 svart torn · e8 svart kung · g8 svart torn · a7 svart bonde · b7 svart löpare · c7 svart bonde · d7 svart bonde · e7 svart springare · f7 svart bonde · h7 svart bonde · b6 svart löpare · c6 svart springare · f6 vit bonde · h5 svart drottning · a4 vit drottning · a3 vit löpare · c3 vit bonde · d3 vit löpare · f3 vit springare · a2 vit bonde · f2 vit bonde · g2 vit bonde · h2 vit bonde · d1 vit torn · e1 vit torn · g1 vit kung | b8 svart torn · e8 svart kung · g8 svart torn · a7 svart bonde · b7 svart löpare · c7 svart bonde · d7 svart bonde · e7 svart springare · f7 svart bonde · h7 svart bonde · b6 svart löpare · c6 svart springare · f6 vit bonde · h5 svart drottning · a4 vit drottning · a3 vit löpare · c3 vit bonde · d3 vit löpare · f3 vit springare · a2 vit bonde · f2 vit bonde · g2 vit bonde · h2 vit bonde · d1 vit torn · e1 vit torn · g1 vit kung | b8 svart torn · e8 svart kung · g8 svart torn · a7 svart bonde · b7 svart löpare · c7 svart bonde · d7 svart bonde · e7 svart springare · f7 svart bonde · h7 svart bonde · b6 svart löpare · c6 svart springare · f6 vit bonde · h5 svart drottning · a4 vit drottning · a3 vit löpare · c3 vit bonde · d3 vit löpare · f3 vit springare · a2 vit bonde · f2 vit bonde · g2 vit bonde · h2 vit bonde · d1 vit torn · e1 vit torn · g1 vit kung | b8 svart torn · e8 svart kung · g8 svart torn · a7 svart bonde · b7 svart löpare · c7 svart bonde · d7 svart bonde · e7 svart springare · f7 svart bonde · h7 svart bonde · b6 svart löpare · c6 svart springare · f6 vit bonde · h5 svart drottning · a4 vit drottning · a3 vit löpare · c3 vit bonde · d3 vit löpare · f3 vit springare · a2 vit bonde · f2 vit bonde · g2 vit bonde · h2 vit bonde · d1 vit torn · e1 vit torn · g1 vit kung | b8 svart torn · e8 svart kung · g8 svart torn · a7 svart bonde · b7 svart löpare · c7 svart bonde · d7 svart bonde · e7 svart springare · f7 svart bonde · h7 svart bonde · b6 svart löpare · c6 svart springare · f6 vit bonde · h5 svart drottning · a4 vit drottning · a3 vit löpare · c3 vit bonde · d3 vit löpare · f3 vit springare · a2 vit bonde · f2 vit bonde · g2 vit bonde · h2 vit bonde · d1 vit torn · e1 vit torn · g1 vit kung | 2 |
| 1 | b8 svart torn · e8 svart kung · g8 svart torn · a7 svart bonde · b7 svart löpare · c7 svart bonde · d7 svart bonde · e7 svart springare · f7 svart bonde · h7 svart bonde · b6 svart löpare · c6 svart springare · f6 vit bonde · h5 svart drottning · a4 vit drottning · a3 vit löpare · c3 vit bonde · d3 vit löpare · f3 vit springare · a2 vit bonde · f2 vit bonde · g2 vit bonde · h2 vit bonde · d1 vit torn · e1 vit torn · g1 vit kung | b8 svart torn · e8 svart kung · g8 svart torn · a7 svart bonde · b7 svart löpare · c7 svart bonde · d7 svart bonde · e7 svart springare · f7 svart bonde · h7 svart bonde · b6 svart löpare · c6 svart springare · f6 vit bonde · h5 svart drottning · a4 vit drottning · a3 vit löpare · c3 vit bonde · d3 vit löpare · f3 vit springare · a2 vit bonde · f2 vit bonde · g2 vit bonde · h2 vit bonde · d1 vit torn · e1 vit torn · g1 vit kung | b8 svart torn · e8 svart kung · g8 svart torn · a7 svart bonde · b7 svart löpare · c7 svart bonde · d7 svart bonde · e7 svart springare · f7 svart bonde · h7 svart bonde · b6 svart löpare · c6 svart springare · f6 vit bonde · h5 svart drottning · a4 vit drottning · a3 vit löpare · c3 vit bonde · d3 vit löpare · f3 vit springare · a2 vit bonde · f2 vit bonde · g2 vit bonde · h2 vit bonde · d1 vit torn · e1 vit torn · g1 vit kung | b8 svart torn · e8 svart kung · g8 svart torn · a7 svart bonde · b7 svart löpare · c7 svart bonde · d7 svart bonde · e7 svart springare · f7 svart bonde · h7 svart bonde · b6 svart löpare · c6 svart springare · f6 vit bonde · h5 svart drottning · a4 vit drottning · a3 vit löpare · c3 vit bonde · d3 vit löpare · f3 vit springare · a2 vit bonde · f2 vit bonde · g2 vit bonde · h2 vit bonde · d1 vit torn · e1 vit torn · g1 vit kung | b8 svart torn · e8 svart kung · g8 svart torn · a7 svart bonde · b7 svart löpare · c7 svart bonde · d7 svart bonde · e7 svart springare · f7 svart bonde · h7 svart bonde · b6 svart löpare · c6 svart springare · f6 vit bonde · h5 svart drottning · a4 vit drottning · a3 vit löpare · c3 vit bonde · d3 vit löpare · f3 vit springare · a2 vit bonde · f2 vit bonde · g2 vit bonde · h2 vit bonde · d1 vit torn · e1 vit torn · g1 vit kung | b8 svart torn · e8 svart kung · g8 svart torn · a7 svart bonde · b7 svart löpare · c7 svart bonde · d7 svart bonde · e7 svart springare · f7 svart bonde · h7 svart bonde · b6 svart löpare · c6 svart springare · f6 vit bonde · h5 svart drottning · a4 vit drottning · a3 vit löpare · c3 vit bonde · d3 vit löpare · f3 vit springare · a2 vit bonde · f2 vit bonde · g2 vit bonde · h2 vit bonde · d1 vit torn · e1 vit torn · g1 vit kung | b8 svart torn · e8 svart kung · g8 svart torn · a7 svart bonde · b7 svart löpare · c7 svart bonde · d7 svart bonde · e7 svart springare · f7 svart bonde · h7 svart bonde · b6 svart löpare · c6 svart springare · f6 vit bonde · h5 svart drottning · a4 vit drottning · a3 vit löpare · c3 vit bonde · d3 vit löpare · f3 vit springare · a2 vit bonde · f2 vit bonde · g2 vit bonde · h2 vit bonde · d1 vit torn · e1 vit torn · g1 vit kung | b8 svart torn · e8 svart kung · g8 svart torn · a7 svart bonde · b7 svart löpare · c7 svart bonde · d7 svart bonde · e7 svart springare · f7 svart bonde · h7 svart bonde · b6 svart löpare · c6 svart springare · f6 vit bonde · h5 svart drottning · a4 vit drottning · a3 vit löpare · c3 vit bonde · d3 vit löpare · f3 vit springare · a2 vit bonde · f2 vit bonde · g2 vit bonde · h2 vit bonde · d1 vit torn · e1 vit torn · g1 vit kung | 1 |
|   | a | b | c | d | e | f | g | h |   |

19...Dxf3?
Efter det här vinner vit. Svart kunde ha fått remi med korrekt försvar:
1) 19...Txg2+? 20.Kxg2 Se5 leder ingenstans, eftersom vit kan fortsätta med 21.Dxd7+!! Sxd7 (21...Kxd7 Lg6+) 22.Txe7+ Kd8 (22...Kf8 23.Te5+) 23.Txd7+! Kc8 (23.Kxd7 24.Lf5++ Ke8 { 24...Kc6 25.Ld7#} 25.Ld7+ Kd8 26.Le7#) 24.Td8+! Kxd8 25.Lf5+ Ke8 26.Ld7+ Kd8 27.Le7#
2) 19...Tg4?! och:
2a) 20.c4? Txg2 (20...Tf4) 21.Lg6!) 21.Kxg2 (21.Kh1 Txf2) 21...Dg4+ (21...Se5?? 22.Dxd7+) 22.Kf1 Dxf3 och:
2a1) 23.Txe7+ Sxe7 24.Dxd7+ Kxd7 25.Lf5++ Ke8 26.Ld7+ Kf8 27.Lxe7 är inte matt eftersom svart kan använda g8-fältet.
2a2) 23.c5 Dh3+ 24.Kg1 Se5 ger svart initiativet.
2b) 20.Te4 Txe4 (20...Txg2+ 21.Kxg2 Dg6+ 22.Kf1 Dxf6 23.Tde1) 21.Dxe4 och:
2b1) 21.La5? 22.Lxe7 Lxc3 23.La3+ Se5 24.Tb1 d5 25.Da4+ vinner
2b2) 21...Dg6 22.Dh4 Sf5 23.Sf4 är bra för vit
2b3) 21...d6 22.Te1 Dg6! 23.Dxc6 Lxc6 Txe7+ Kf8 25.Lxg6 hxg6 26.Se5! Le8 och vit är bara lite bättre än svart
3) 19...Ld4! blockerar d-linjen och leder till remi: 20.cxd4 Dxf3 21.Le4 Txg2+ 22.Kh1 Txh2++ 23.Kxh2 Dxf2+ 
4) 19...Dh3! 20.Lf1 Df5 21.Ld3 Dh3 är också remi
20.Txe7+! Sxe7? 21.Dxd7+!! Kxd7 22.Lf5++ Ke8
22...Kc6 23.Ld7#
23.Ld7+ Kf8
23...Kd8 Lxe7#
24.Lxe7# (1-0)